# Wilson Shannon
Wilson Shannon, född 24 februari 1802 i Belmont County, Nordvästterritoriet (nuvarande Ohio), död 30 augusti 1877 i Lawrence, Kansas, var en amerikansk demokratisk politiker och diplomat. Han var guvernör i delstaten Ohio 1838-1840 och 1842-1844 samt ledamot av USA:s representanthus 1853-1855. Han var sedan Kansasterritoriets guvernör 1855-1856. Hans äldre bror George Shannon deltog i Lewis och Clarks expedition.
Shannon studerade vid Ohio University och Transylvania University. Han studerade därefter juridik och inledde 1830 sin karriär som advokat i Ohio. Han kandiderade 1832 utan framgång till representanthuset. Han arbetade som åklagare 1833-1835.
Shannon besegrade ämbetsinnehavaren Joseph Vance i guvernörsvalet i Ohio 1838. Han kandiderade två år senare till omval men förlorade mot whigpartiets kandidat Thomas Corwin. Shannon besegrade sedan Corwin i guvernörsvalet 1842.
Shannon avgick 15 april 1844 som guvernör efter att ha blivit utnämnd till chef för USA:s diplomatiska beskickning i Mexiko. Han efterträddes av Thomas W. Bartley. Shannon återvände 1845 från Mexiko. Han åkte 1849 till Kalifornien för att delta i guldruschen. Han återvände till Ohio och representerade Ohios 17:e distrikt i USA:s representanthus 1853-1855.
USA:s president Franklin Pierce utnämnde 1855 Shannon till guvernör i Kansasterritoriet. Relationerna mellan abolitionister och slaverianhängare var mycket spända i Kansasterritoriet. Slaveriförespråkarna förstörde byggnader och tryckpressar i Lawrence i maj 1856. Som hämnd dödade John Brown och andra abolitionister fem slaveriförespråkare. Shannon kunde inte hålla situationen under kontroll. Han flydde Kansasterritoriet och lämnade in sin avskedsansökan. Vid det laget hade han redan hört talas om att Pierce hade bestämt sig för att sparka honom.
Shannon var katolik av irländsk härkomst. Hans grav finns på Oak Hill Cemetery i Lawrence, Kansas.